# Hemilomecopterus alienus
Hemilomecopterus alienus là một loài bọ cánh cứng trong họ Cerambycidae.